# Peter Mutharika
Arthur Peter Mutharika, född 1940, är en malawisk jurist och politiker, som sedan var Malawis president 2014-2020. 
Mutharika är expert på internationell juridik, och har undervisat vid flera universitet. Hans bror Bingu wa Mutharika var president mellan 2004 och 2012, då han dog. Peter Mutharika deltog i broderns omvalskampanj 2009, och innehade därefter olika ministerposter. När Bingu wa Mutharika oväntat dog 5 april 2012 blev vicepresident Joyce Banda president, men hon hade då redan blivit utkastad ur det regerande partiet Democratic Progressive Party (DPP), som ville se Peter Mutharika som efterträdare. Inför valet 2014 var Peter Mutharika DPP:s kandidat, och vann valet.
I augusti 2021 prövar författningsdomstolen ett överklagande från det progressiva demokratiska partiet Peter Mutharika. Han kräver att presidentvalet 2020 avbryts eftersom fyra av hans företrädare hade förbjudits att sitta i valkommissionen.